# Muhammad Barakat
Muhammad Barakat Ahmad Bastami (ur. 20 listopada 1976 w Kairze) – egipski piłkarz grający na pozycji ofensywnego pomocnika.

## Kariera klubowa
Karierę piłkarską Barakat rozpoczął w klubie Al-Sekka Al-Hadid. Grał w nim do 1997 roku i wtedy też odszedł do kairskiego Ismaily SC. W 2000 roku osiągnął z Ismaily swój pierwszy sukces, gdy zdobył Puchar Egiptu. Natomiast w 2001 roku wywalczył swoje pierwsze w karierze mistrzostwo kraju. W sezonie 2002/2003 grał w saudyjskim Al-Ahli Dżudda, a w 2003/2004 w katarskim Al-Arabi z Doha.
W 2004 roku Barakat wrócił do Egiptu i został piłkarzem Al-Ahly Kair. W 2005 roku po raz pierwszy z Al-Ahly został mistrzem Egiptu, a tytuł mistrzowski wywalczył także w latach 2006, 2007, 2008 i 2009. W latach 2005 i 2006 wygrał z Al-Ahly Ligę Mistrzów (w finale Al-Ahly pokonał kolejno Étoile Sportive du Sahel i Club Sportif Sfaxien), a w 2008 zwyciężył w niej po raz trzeci (2:0, 2:2 w finale z Cotonsport Garoua). W 2006 i 2007 roku zdobył kolejne krajowe puchary, a także Superpuchary Afryki.

## Kariera reprezentacyjna
W reprezentacji Egiptu Barakat zadebiutował 6 czerwca 2000 roku w przegranym 0:1 spotkaniu LG Cup z Koreą Południową. W 2002 roku rozegrał 4 spotkania w Pucharze Narodów Afryki: z Senegalem (0:1), z Tunezją (2:1), z Zambią (2:1) oraz w ćwierćfinale z Kamerunem (0:1). W 2004 roku podczas Pucharu Narodów Afryki rozegrał wystąpił we 2 spotkaniach: z Zimbabwe (2:1 i gol) oraz z Algierią (1:2). Z kolei w 2006 roku był w kadrze Egiptu na Puchar Narodów Afryki 2006. Wywalczył z nim mistrzostwo Afryki, a jego dorobek na tym turnieju to 6 meczów: grupowe z Libią (3:0), z Marokiem (0:0) i z Wybrzeżem Kości Słoniowej (3:1), ćwierćfinałowe z Demokratyczną Republiką Konga (4:1), półfinałowe z Senegalem (2:1) i finałowe z Wybrzeżem Kości Słoniowej (0:0 k. 4:2).